# Bernardo Pisano
Bernardo Pisano, également connu sous le nom de Pagoli, né le 12 octobre 1490 à Florence et décédé le 23 janvier 1548 à Rome, est un compositeur italien, prêtre, chanteur et érudit de la Renaissance. Il est l'un des premiers madrigalistes, et le premier compositeur à avoir imprimé un recueil de musique profane intégralement composé par un seul auteur, lui-même.

## Biographie
Pisano est né à Florence, et a sans doute séjourné un temps à Pise, d'où son nom. Jeune, il chante et étudie la musique en la basilique de la Santissima Annunziata de Florence. En 1512, il en devient maestro di cappella (maître de chapelle), en plus d'en diriger la chorale et de chanter dans les chapelles dépendant de la basilique. Il est évidemment un favori des Médicis, qui en plus de son poste à l'Annunziata, lui procurent, dès que le cardinal Jean de Médicis est élu pape sous le nom de Léon X, un poste de chanteur à la chapelle papale à Rome. Pendant une période située entre les années 1512 et 1520, il est le professeur de Francesco Corteccia, et organiste et compositeur auprès de Cosme Ier de Toscane.
Pisano s'installe à Rome. En plus de chanter au sein de la chorale papale, il acquiert des bénéfices ecclésiastiques auprès du pape, dont un dans chacune des cathédrales de Séville et de Lérida. Entre 1515 et 1519 il voyage entre Florence et Rome, occupant des positions en musique dans les deux villes. En 1520, l retourne à Rome, n'effectuant plus que des séjours occasionnels à Florence.
Pisano commet l'erreur de retourner à Florence 1519 durant les trois ans de la République, instaurée après le coup d'état réussi contre les Médicis. En raison de ses liens étroits avec la famille, il y est accusé d'être un espion du pape, et est capturé, emprisonné et torturé. En septembre 1529, le siège de Florence débute et il est libéré. En 1530, Florence est prise par les troupes papales et le pouvoir des Médicis est rétabli. Pisano, échappé vivant de sa ville natale, retourne à Rome pour y rester définitivement.
En 1546, le pape Paul III le nomme maître de chapelle de sa chapelle particulière, position qu'il conserve deux ans, jusqu'à sa mort survenue en 1548. Egalement chanteur au sein de ce groupe d'élite, Jacques Arcadelt deviendra par la suite un compositeur de madrigaux encore plus célèbre que Pisano.

## Œuvre et influence
Pisano a composé de la musique sacrée, dans un style sobre, homophonique, probablement destinée à l'Annunziata lorsqu'il en était maître de chapelle. Néanmoins, c'est à travers ses compositions profanes qu'il a eu le plus d'influence. En 1520, l'imprimeur vénitien Ottaviano Petrucci publie son Musica di messer Bernardo Pisano sopra le canzone del Petrarcha, un recueil d'arrangements de Pétrarque influencés par la théorie littéraire de Pietro Bembo. Bien que n'étant pas encore désignés à l'époque comme des madrigaux, les morceaux du recueil en contiennent rétrospectivement plusieurs caractéristiques distinctives : les textes travaillés, le positionnement soigné des mots et des accents, usage du figuralisme. Cette publication est la première de musique profane émanant d'un seul et même auteur à être imprimée. Les précédentes, faites dans la période de vingt ans séparant l'œuvre de Pisano de l'invention des caractères mobiles, n'étaient que des anthologies.
Les compositeurs un peu plus tardifs, et qui devinrent par la suite de célèbres compositeurs de madrigaux - Costanzo Festa, Jacques Arcadelt, Philippe Verdelot - connaissaient ce recueil et en copièrent certains de ses éléments stylistiques.
Les premières compositions profanes de Pisano sont typiques de la musique italienne des deux premières décennies du XVIe siècle : légère, rythmée, souvent homophonique, contenant de fréquentes répétitions, et généralement à trois voix. La plupart de ces morceaux sont des ballate ou des canzonette.
Ses compositions profanes plus tardives, dont l'important recueil de 1520, relèvent davantage du madrigal, bien qu'il n'ait pas fait usage du terme. La poésie y est parfois sérieuse, parfois humoristique ; on y dénombre sept poèmes de Pétrarque. Dans chaque morceau, la musique tente avec soin d'accompagner l'émotion suscitée par le poème qui s'y déroule. Souvent, l'accent est mis sur la dernière ligne du texte, qui est alors répétée : ceci deviendra par la suite un trait distinctif des premiers madrigaux.
Le grain de la musique oscille entre passages homophoniques et polyphoniques, et également entre passages pour deux, trois ou quatre chanteurs simultanés.